# Frigidari

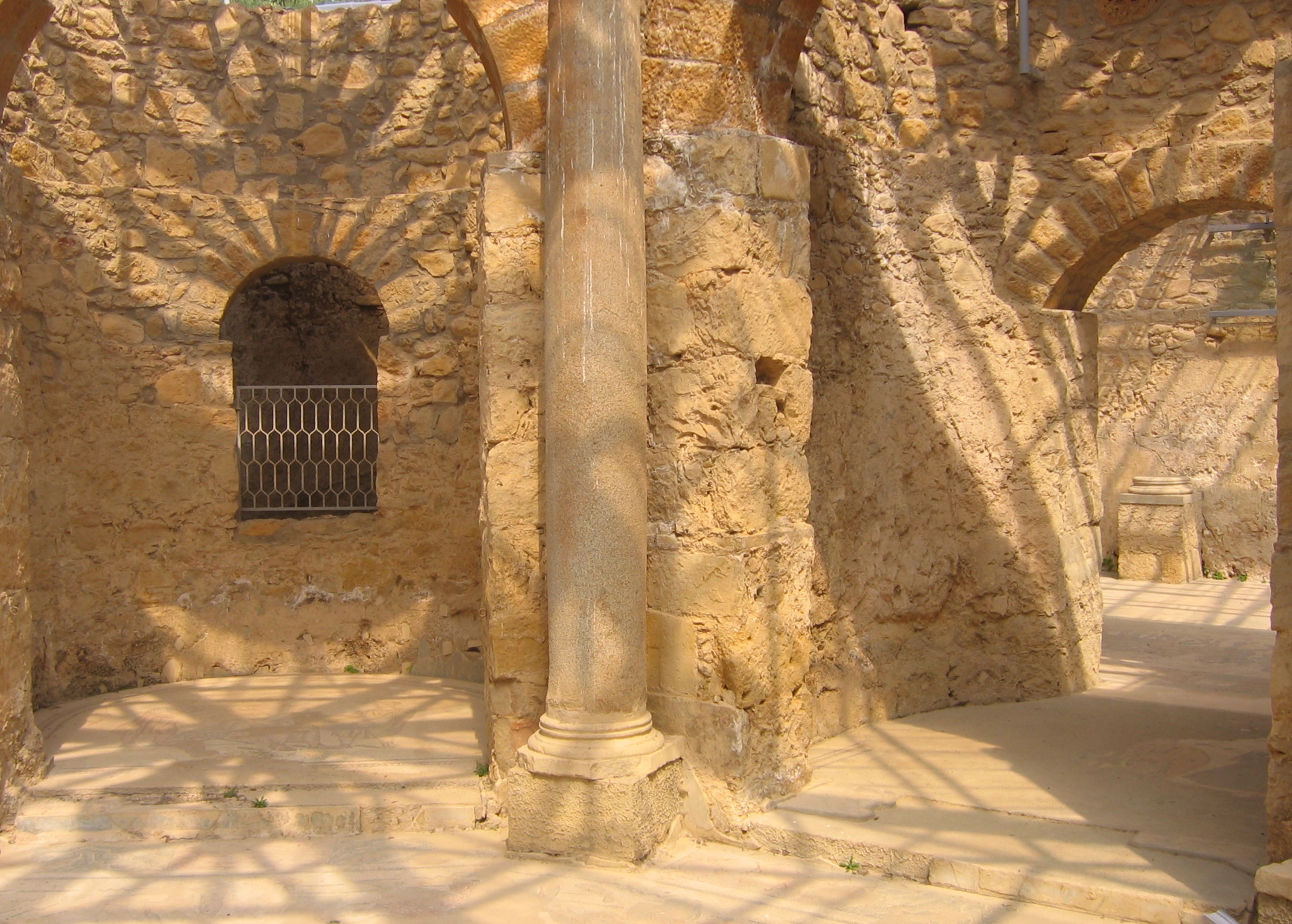
Frigidari de la vil·la del Casale (Sicília)

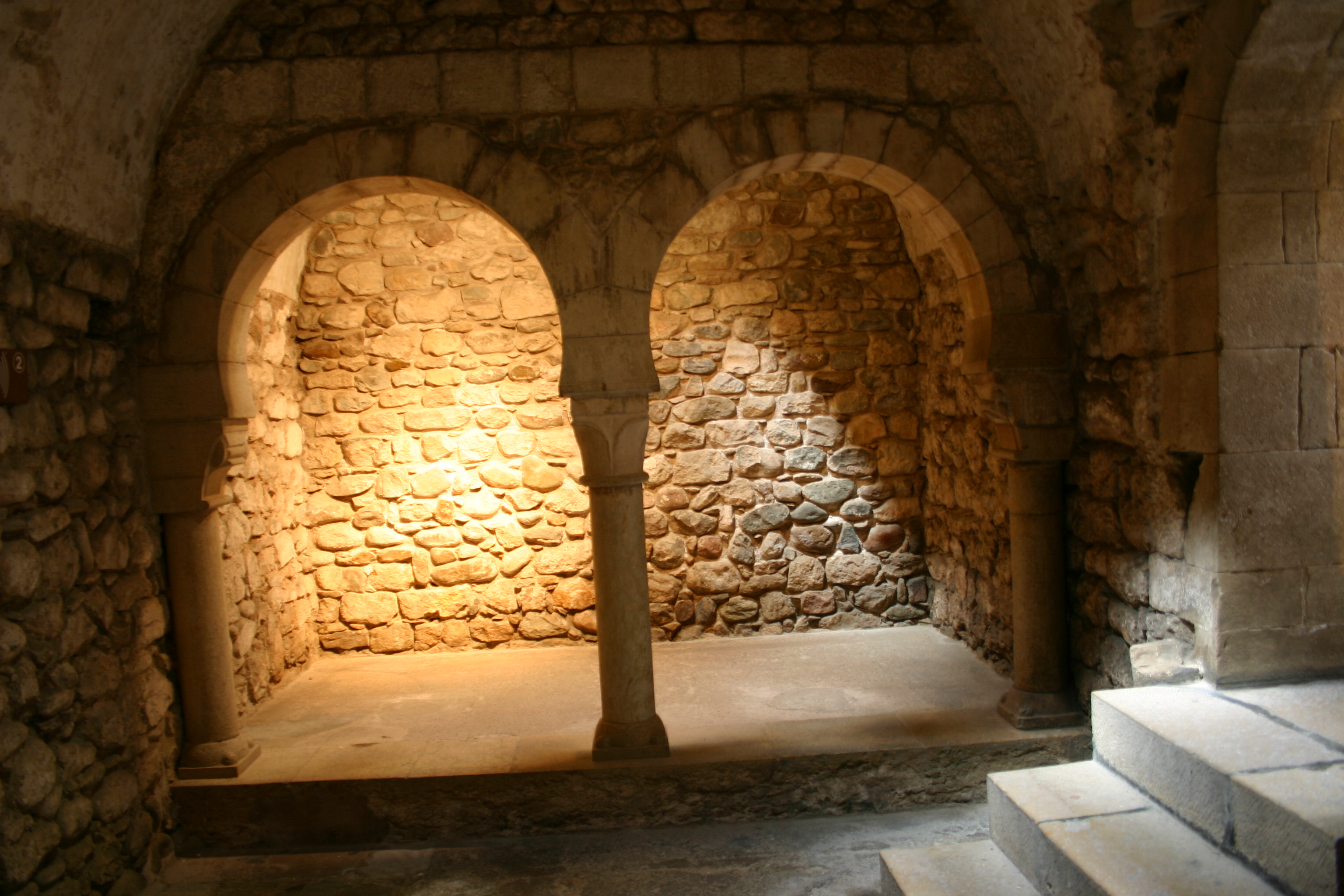
Frigidari dels banys àrabs de Girona, del

A l'antiga Roma, el frigidari (en llatí frigidarium, de frigidus, 'fred') és la part de les termes on es poden prendre els banys d'aigua freda.
Per tal que tingués un màxim de frescor, els arquitectes el construïen en general al costat nord de les termes, amb un mínim d'obertures sobre l'exterior per garantir-ne la il·luminació i evitar l'acumulació de calor solar.
El frigidari podia tenir una forma rodona (com a les Termes Estabianes de Pompeia) o, més sovint, rectangular, amb una o diverses basses (piscinae) d'aigua fresca.
Els frigidaris més grans del món romà són els de les termes de Caracal·la (58 x 24 m) i de les Dioclecià, a la ciutat de Roma.